# Акилл
Акилл (ˈækəl, англ. Achill Island, ирл. Acaill, Oileán Acla) — самый большой остров вблизи западного побережья Ирландии, графство Мейо. Население — 2569 чел. (2011).
Местная железнодорожная станция была открыта 13 мая 1895 года, но 1 октября 1937 года была закрыта.
На острове расположена гора Сливмор; южнее находится покинутый островок Акиллбег, жители которого некогда переселились на Акилл и материк.
Считается, что в конце периода неолита (около 4000 г. до н.э.) население Ахилла составляло 500-1000 человек. Остров был бы в основном покрыт лесом, пока люди эпохи неолита не начали выращивать сельскохозяйственные культуры. Заселение увеличилось в железном веке, и рассредоточение небольших фортов на мысах по всему побережью указывает на воинственный характер того времени. Мегалитические гробницы и форты можно увидеть в Сливморе, вдоль Атлантик-драйв и на Акиллбеге.